# Words and Music by -
Words and Music by - è un film muto del 1919 diretto da Scott R. Dunlap. La sceneggiatura si basa su Words and Music By - di William Charles Lengel, pubblicata nel gennaio 1919 su The Red Book Magazine.

## Trama
L'impresario Thomas Sullivan presenta in un piccolo paese di campagna una nuova commedia musicale scritta da Gene Harris, un giovane talento locale. A un provino, si presenta Millicent Lloyd, una corista, che canta una canzone composta dal fidanzato, Brian McBride, che lavora come contabile. Millicent parte poi con Sullivan per New York, dove lei diventa una famosa cantante. Quando cerca un nuovo spettacolo per lei, l'impresario sceglie di mettere in scena un lavoro di Harris. Il nuovo musical, però, in realtà è stato composto da Brian, che avrebbe voluto sfondare a Broadway prima di rivedere la sua ragazza e al quale Harris ruba lo spartito facendolo passare per suo. Il ruolo della protagonista viene affidato a Millicent: tra Brian e Harris nasce una querelle a tiro incrociato, con accuse reciproche finché, alla fine, Brian viene riconosciuto come il vero autore dello spettacolo che, nel frattempo, è diventato un grande successo.

## Produzione
Il film fu prodotto dalla Fox Film Corporation.

## Distribuzione
Distribuito dalla Fox Film Corporation, il film uscì nelle sale cinematografiche USA il 18 maggio 1919.